# Slayed – Wer stirbt als nächstes?
Slayed – Wer stirbt als nächstes? (Originaltitel: Initiation) ist ein US-amerikanischer Horrorfilm von John Berardo aus dem Jahr 2020.

## Handlung
Eine Gruppe von Studenten der Whiton University feiert eine Homecoming-Party. Dabei verabreicht Beau Kylie Substanzen, welche sie bewusstlos werden lassen. Ihre Freundin Ellery sucht nach ihr und findet sie letztlich bei Beau und Wes. Sie bringt sie zu sich nach Hause. Als sie am nächsten Tag ihre Social-Media-Profile überprüfen, entdecken sie ein Bild von sich auf der gestrigen Party und Wes stellt Kylie mittels eines Kommentars bloß.
Kurz darauf wird Wes in seinem Studentenwohnheim von einem maskierten Unbekannten ermordet. Die anderen Studenten finden seine Leiche und informieren umgehend die Polizei. Seine Schwester Ellery will den Tod ihres Bruders nicht wahrhaben. Mehrere Studenten werden von der Polizei zu dem Fall vernommen. Dabei stellt sich heraus, dass Beau bereits zuvor anderen Studentinnen Substanzen verabreicht hat und einer seiner Kumpels Schmiere für ihn gestanden hat. Die Polizei ordnet die Studenten des Wohnheims an, vorübergehend in ein anderes Wohnheim umzuziehen, da die forensischen Untersuchungen noch nicht abgeschlossen sind.
Es geschieht ein weiterer Mord an einem jungen Studenten durch den Unbekannten mit der silbernen Maske. Der Killer setzt seine Mordserie fort und tötet Beau, während dieser gerade in seinem Zimmer masturbiert.
Währenddessen bittet der Universitätspräsident Ellery in sein Büro. Er spricht mit ihr über das Cyberbullying, welches von ihrem Bruder Wes ausging. Er weist sie an, kein Wort darüber an die Öffentlichkeit zu verlieren, da dies die Universität in ein schlechtes Licht rücken würde.
Der Universitätspräsident wird nur wenige Augenblicke später vom maskierten Killer ermordet. Ellerys Freundin Shayleen versteckt sich im Innenhof vor dem Killer und versucht über ihr Smartphone Hilfe zu rufen, sie hat allerdings keinen Empfang. Deshalb schleicht sie zu dem bewusstlosen Tyler, nimmt dessen Handy an sich und versucht mittels diesem den Notruf anzurufen. Das Telefonat bricht jedoch aufgrund des schlechten Empfangs ab. Als sie daraufhin eine Nachricht über ihr Handy erhält und dieses ein Geräusch von sich gibt, bemerkt sie der Killer. Shayleen kann durch die Tiefgarage entkommen und ruft laut um Hilfe. Währenddessen versuchen ihre beiden Freundinnen den Killer zu überwältigen, was ihnen schließlich auch gelingt.
Als sie daraufhin dem Killer die Maske abnehmen, erkennen sie, wer sich darunter versteckt: Officer Rico Martinez, Kylies Vater. Er gibt seine Motive preis und nennt das Cyber-Mobbing als Hauptgrund. Officer Martinez wusste, was seiner Tochter auf der Homecoming-Party angetan wurde, und plante Rache an Wes dafür zu nehmen. So war er auch noch vor den anderen Polizisten am Tatort und konnte unbemerkt die Spuren beseitigen.
Die Polizei trifft am Universitätsgebäude ein und nimmt Officer Martinez fest. Auf der Wache schwört Kylie, dass sie nichts von den Taten ihres Vaters wusste, während Ellery sie geistesabwesend ansieht.

## Produktion

### Drehorte
Die Dreharbeiten fanden vom 6. Mai 2019 bis zum 24. Mai 2019 in Los Angeles statt.

### Synchronisation
Die deutschsprachige Synchronisation entstand nach einem Synchronbuch und unter der Dialogregie von Mario von Jascheroff im Auftrag der Think Global Media.
| Rolle                                | Darsteller       | Synchronsprecher     |
| ------------------------------------ | ---------------- | -------------------- |
| Beau Vaughn                          | Gattlin Griffith | Sebastian Fitzner    |
| Universitätspräsident Bruce Van Horn | Lochlyn Munro    | Mario von Jascheroff |
| Chief Adam Tahan                     | Kent Faulcon     | Florian Clyde        |
| Coach Miles Cooper                   | Bart Johnson     | Sascha Krüger        |
| Dana Thompson                        | Debra De Liso    | Heide Domanowski     |
| Detective Sandra Fitzgerald          | Yancy Butler     | Victoria Sturm       |
| Dylan Davenport                      | James Berardo    | Valentin Stilu       |
| Ellery Scott                         | Lindsay LaVanchy | Josephine Schmidt    |
| Kylie Martinez                       | Isabella Gomez   | Patrizia Carlucci    |
| Malik Moore                          | Patrick Walker   | Nick Forsberg        |
| Officer Rico Martinez                | Jon Huertas      | Tommy Morgenstern    |
| Shayleen Zhou                        | Shireen Lai      | Peggy Pollow         |
| Tyler Harrington                     | Maxwell Hamilton | Fabian Kluckert      |
| Wes Scott                            | Froy Gutierrez   | Konrad Bösherz       |

## Rezeption
Der Film erhielt überwiegend ausgeglichene Kritiken und erzielte bei IMDb eine durchschnittliche Bewertung von 5,0 der möglichen 10 Punkte. Auf Rotten Tomatoes konnte der Film bisher 55 Prozent der Kritiker überzeugen. Das Lexikon des internationalen Films urteilt: „Horrorthriller um einen Serienmörder, der mit Hilfe der sozialen Medien sein blutiges Werk ausübt. Einen Tick anspruchsvoller als vergleichbare Filme, letztlich aber trivial und repetitiv.“
Der Film wurde 2020 bei dem Sitges – Catalonian International Film Festival in der Kategorie Best Motion Picture nominiert.